# Ilha Aride
A Ilha Aride é a mais setentrional ilha granítica das Seicheles. Fica a cerca de 10 km a norte de Praslin. Tem 68 hectares e apenas seis habitantes, que vivem em pequenas casas na costa sul.

## Biodiversidade
A ilha constitui a reserva especial da ilha Aride e é gerida pela organização não governamental seychellense Island Conservation Society.
Mais de um milhão de aves marinhas aí nidificam anualmente, em especial as mais importantes colónias do mundo de andorinha-do-mar-preta-menor (Anous tenuirostris) e de pardela-de-audubon (Puffinus lherminieri), e a mais importante população das Seicheles de andorinha-do-mar-rosada (Sterna dougallii).
Há também répteis (tartarugas, osgas, lagartos...) e una espécie vegetal endémica, a Rothmannia annae.